# Rubenssches Flammenrohr
Das Rubenssche Flammenrohr (nach Heinrich Rubens) ist ein Instrument zur Sichtbarmachung stehender Schallwellen.

## Aufbau
Das Rubenssche Flammenrohr besteht aus einem Rohr, das an seiner Oberseite mit einer Reihe kleiner Löcher gleichen Durchmessers versehen ist. Das eine Rohrende ist mit einer dünnen Membran, das andere mit einem verschiebbaren Kolben verschlossen. Durch eine Einlassöffnung wird brennbares Gas, z. B. Propangas, in das Rohrinnere geleitet, welches durch die Löcher auf der Oberseite ausströmt und dort entzündet wird.

## Funktionsweise
Ohne den Einfluss von Schall bildet sich über den Löchern eine gleichmäßige Reihe kleiner Flammen aus. Bringt man die Membran durch eine Schallquelle zum Schwingen, so kann die Resonanzfrequenz der im Rohr enthaltenen Luftsäule durch das Verschieben des Kolbens so eingestellt werden, dass sich im Rohrinneren eine stehende Schallwelle ausbildet. Alternativ kann die Rohrlänge konstant bleiben und stattdessen die Tonfrequenz variiert werden.
Die Form der stehenden Schallwelle korrespondiert mit der Höhe der Gasflämmchen:
- An den Druckknoten der stehenden Schallwelle, also an den Punkten, an denen der Druck des brennbaren Gases im Rohr konstant ist, strömt am meisten Gas aus. Dort brennen die Flammen am höchsten.
- An den Druckbäuchen, also an den Punkten, an denen die periodische Änderung des Drucks des brennbaren Gases im Rohr am größten ist, strömt am wenigsten Gas aus. Dort sind die Flammen kleiner.

Aus dem Abstand der Druckbäuche oder der Druckknoten lässt sich die Wellenlänge des Schalls ermitteln. Für eine bekannte Frequenz lässt sich so die Schallgeschwindigkeit im Rohr bestimmen.

## Erklärung

### Entstehung von Resonanz
Die Schallquelle erzeugt eine Schallwelle im Rohr, welche an dem Kolben am anderen Ende des Rohres reflektiert wird und in entgegengesetzter Richtung im Rohr zurück läuft. Die zurück laufende Welle überlagert sich mit der ursprünglichen Schallwelle von der Membran nach dem Prinzip der Interferenz. Je höher der Ton, also je schneller die Schwingung der Membran ist, umso geringer ist die Wellenlänge der Schallwelle; die Schallgeschwindigkeit ist dabei konstant.
Wenn die Tonhöhe und damit die Wellenlänge des Schalls im Rohr ein passendes Verhältnis zur Länge des Rohrs (bzw. zur Position des Kolbens) hat, kommt es zur Resonanz. Im Rohr bildet sich dann eine stehende Welle mit Schwingungsknoten und Schwingungsbäuchen. Schwingungsknoten sind Punkte mit destruktiver Interferenz an denen sich die entgegenlaufenden Wellen auslöschen. Schwingungsbäuche sind Punkte mit konstruktiver Interferenz, an denen sich die Amplituden der entgegenlaufenden Wellen zu einer Schwingung mit größerer Amplitude addieren.
- Das Ende des Rohres an dem sich die Membran befindet, ist ein schall-offenes Ende. Hier befindet sich ein Druckknoten, weil die Schallschnelle an der Membran ihre Maximalwerte annimmt.
- Am geschlossenen festen Ende befindet sich ein Druckbauch, weil die Schallschnelle Null ist, da das Ende starr ist und nicht mitschwingt.

Würde das Rohr nicht verschlossen (was bei horizontal liegendem Rohr wegen des ausströmenden Gases nicht möglich ist), so befände sich am offenen Ende ebenfalls ein Druckknoten, der wie beispielsweise bei Orgelpfeifen etwas außerhalb des Rohres läge.
Aus den Randbedingungen resultiert, dass für eine gegebene Wellenlänge {\displaystyle \lambda } nur bei bestimmten Rohrlängen Resonanz auftritt: Bei einem Rohr mit einem offenen und einem festen Ende muss die Länge {\displaystyle l} des Rohres ein Vielfaches der halben Wellenlänge {\displaystyle \lambda /2} betragen, abzüglich einer Viertelwellenlänge {\displaystyle \lambda /4}:
{\displaystyle {\begin{aligned}l&=n\cdot {\frac {\lambda _{n}}{2}}-{\frac {\lambda _{n}}{4}},\quad \quad n\in \mathbb {N} \\&=(2n-1)\cdot {\frac {\lambda _{n}}{4}}\end{aligned}}}
Für die Resonanzfrequenz {\displaystyle f_{n}} ergibt sich durch Einsetzen von {\displaystyle \lambda _{n}={\tfrac {c}{f_{n}}}} mit der Schallgeschwindigkeit {\displaystyle c}:
{\displaystyle \Rightarrow f_{n}=(2n-1)\cdot {\frac {c}{4l}}}

### Anharmonizität bei kleinen Frequenzen
Bei geringen Tonfrequenzen sind die Resonanzfrequenzen {\displaystyle f_{n}} des Rubensschen Flammenrohrs zu größeren Frequenzen verschoben als durch obiges Modell mit zwei Randbedingungen vorhergesagt. Dieser Effekt lässt sich durch die kleinen Löcher im Flammenrohr erklären, welche als Helmholtzresonatoren wirken.

### Höhe der Flammen bei normalem Betrieb

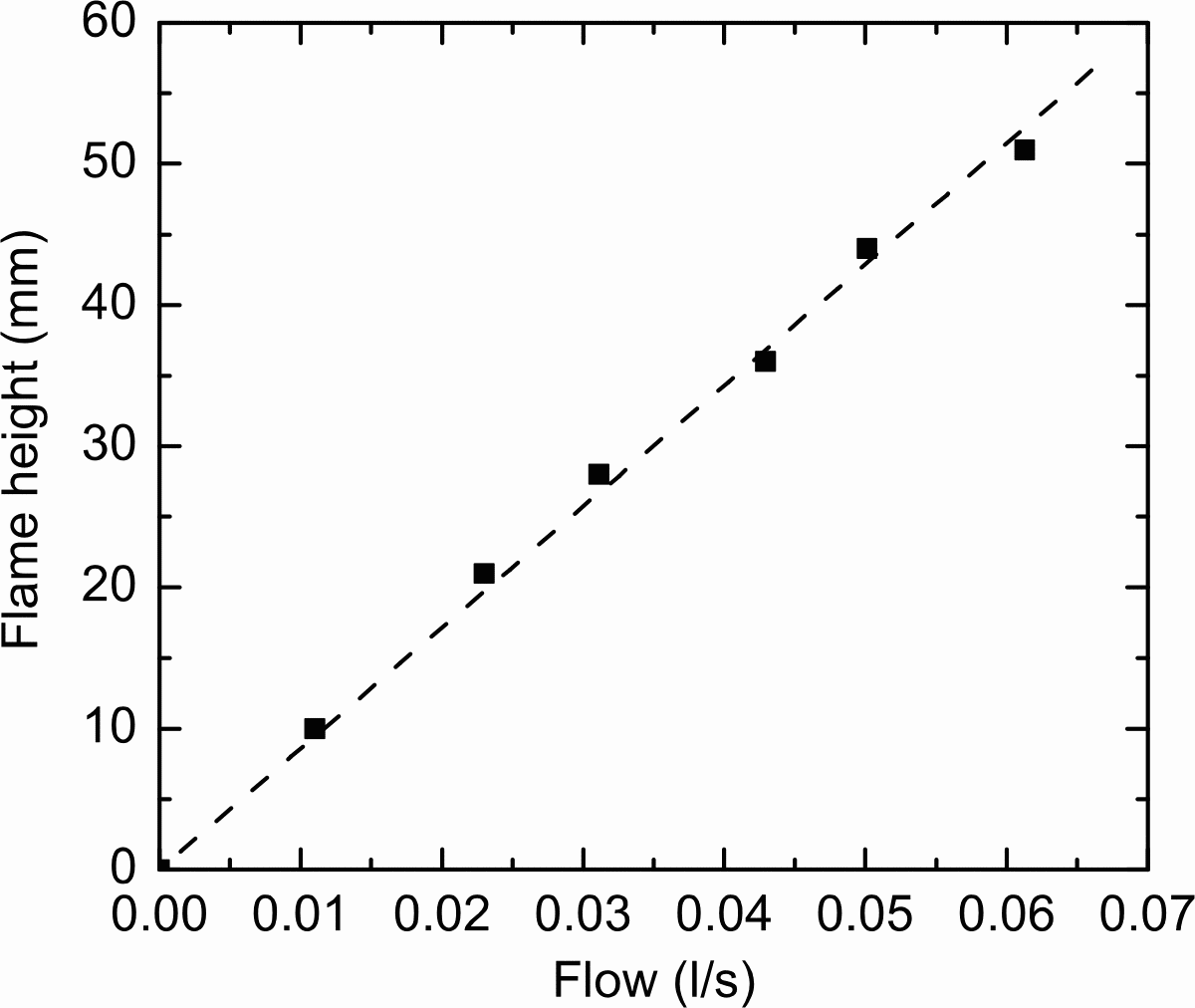
Abbildung 1: Durch Experiment ermittelte Messwerte der Flammenhöhe (y-Achse) an einem Rubenschen Flammenrohr ohne Schallwellen für unterschiedliche Volumenströme an Erdgas (x-Achse). Die gestrichelte Linie ist eine lineare Regressionsgerade.

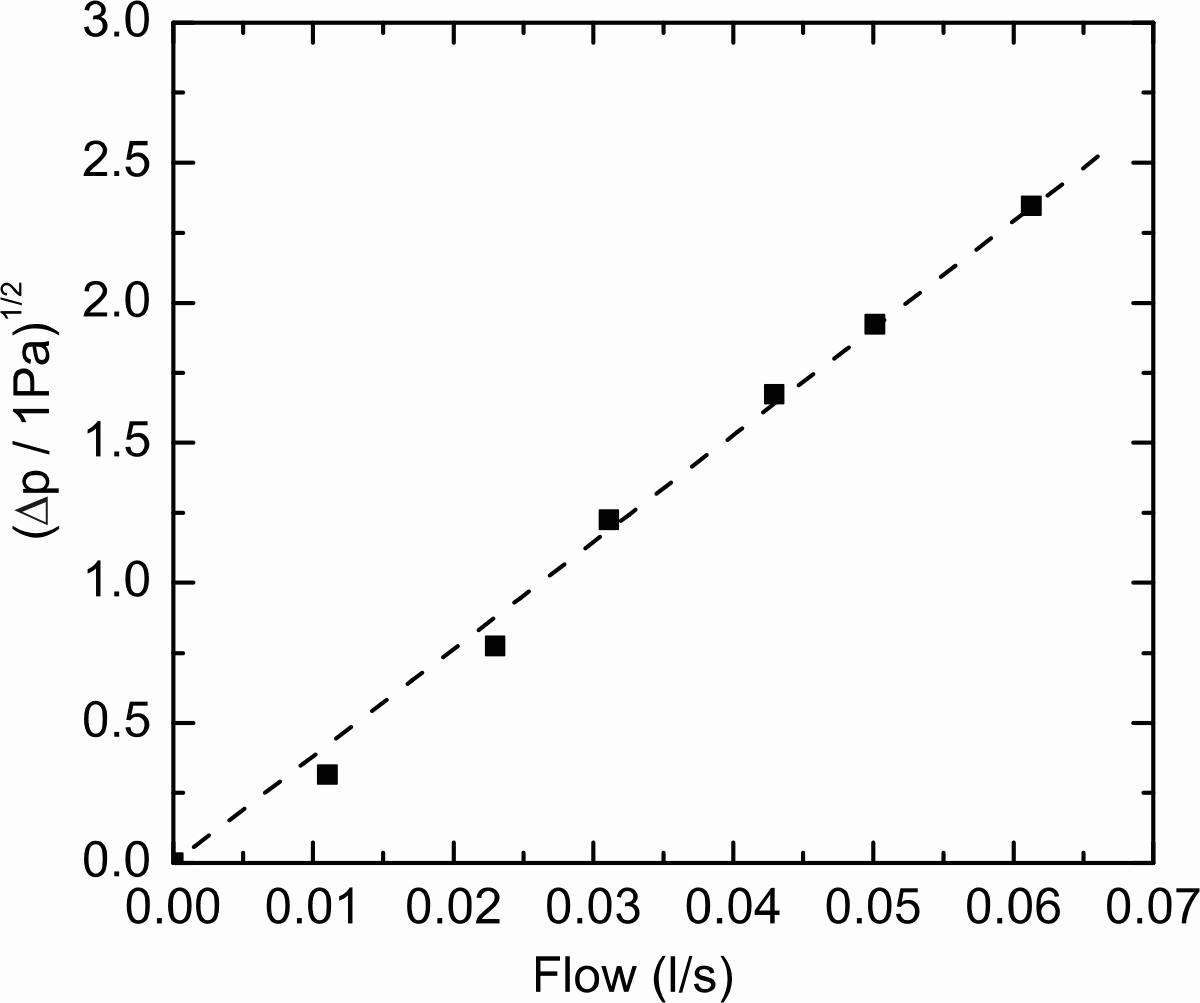
Abbildung 2: Messwerte der Quadratwurzel der Druckdifferenz (y-Achse) innerhalb und außerhalb eines Rubenschen Flammenrohrs ohne Schallwellen für unterschiedliche Volumenströme an Erdgas (x-Achse). Die gestrichelte Linie ist eine lineare Regressionsgerade.

Die Erklärungen in diesem Abschnitt basieren auf der Untersuchung von Ficken und Stephenson. Wie im nächsten Abschnitt beschrieben, können unter bestimmten Bedingungen weitere Effekte eine größere Rolle spielen als die Bedingungen im "normalen Betrieb".
Die stehende Schallwelle erzeugt an der Position {\displaystyle x} entlang des Rohres zur Zeit {\displaystyle t} einen Druck von
{\displaystyle p_{\text{Schall}}=p_{\text{a}}\sin \left({\frac {2\pi }{\lambda _{n}}}x\right)\sin \omega t}
mit einer Amplitude {\displaystyle p_{\text{a}}} und Kreisfrequenz {\displaystyle \omega =2\pi f_{n}}.
Da der zeitliche Mittelwert des Drucks {\displaystyle p_{\text{Schall}}} an allen Stellen gleich ist, erklärt sich hieraus nicht die unterschiedliche Höhe der Flammen.
Wie aus Abbildung 1 ersichtlich, ist die Flammenhöhe proportional zu dem Massenstrom
{\displaystyle {\dot {m}}=\varrho Av}
des ausströmenden Gases, welcher das Produkt aus Dichte {\displaystyle \varrho }, Öffnungsquerschnitt {\displaystyle A} und Strömungsgeschwindigkeit {\displaystyle v} ist. Nach dem Gesetz von Bernoulli ist die Strömungsgeschwindigkeit {\displaystyle v} des durch die Löcher ausströmenden Gases jedoch nicht proportional zu der Druckdifferenz zwischen dem Druck innerhalb und außerhalb des Rohres, sondern proportional zur Quadratwurzel dieser Druckdifferenz. So gilt für den Druck {\displaystyle p_{\text{in}}} innerhalb und den Druck {\displaystyle p_{\text{out}}} außerhalb des Rohres
{\displaystyle p_{\text{in}}=p_{\text{out}}+{\frac {1}{2}}\varrho v^{2}}.
Dies ist für eine Rubensche Flammenrohr ohne Schallwelle in Abbildung 2 gezeigt. Die Druckdifferenz
{\displaystyle p_{\text{in}}-p_{\text{out}}={\frac {1}{2}}\varrho v^{2}=p_{\text{g}}+p_{\text{Schall}}}
besteht aus einem konstanten Überdruck {\displaystyle p_{\text{g}}} sowie einem durch die stehende Schallwelle zeitlich modulierten Teil {\displaystyle p_{\text{Schall}}}. Einsetzen von {\displaystyle p_{\text{Schall}}}, auflösen nach {\displaystyle v} gibt für den Betrag
{\displaystyle v(x,t)={\sqrt {{\tfrac {2}{\varrho }}\left(p_{\text{g}}+p_{\text{a}}\sin \left({\frac {2\pi }{\lambda _{n}}}x\right)\sin \omega t\right)}}}
und einsetzen in die Definition des Massenstroms ergibt
{\displaystyle {\dot {m}}(x,t)=A{\sqrt {2\varrho \left(p_{\text{g}}+p_{\text{a}}\sin \left({\frac {2\pi }{\lambda _{n}}}x\right)\sin \omega t\right)}}}.
Wird der Massenstrom über eine Schwingungsperiode integriert, so ist im zeitlichen Mittel die Masse
{\displaystyle {\bar {m}}(x)=\int _{0}^{\frac {2\pi }{\omega }}{\dot {m}}\;\mathrm {d} t}
des austretenden Gases geringer, je größer die Amplitude {\displaystyle p_{\text{a}}} ist. An den Druckbäuchen ist dieser zeitliche Mittelwert geringer als an den Druckknoten, daher sind an den Druckbäuchen geringere Flammenhöhen zu beobachten.

### Umkehreffekt bei geringen Drücken
Wird die Gaszufuhr abgestellt oder so stark reduziert, dass der Überdruck in dem Rohr unter einen gewissen Wert sinkt, lässt sich beobachten, dass sich die Flammenhöhe umkehrt. Dabei konnte beobachtet werden, dass durch den Wechseldruck an den Druckbäuchen Luft und verbrannte Gase von den Flammenrändern angesaugt werden und sich im Rohr verteilen. Dadurch ist der netto Massenstrom an brennbaren Gasen an den Druckbäuchen größer als an den Druckknoten.
Messungen an einem typischen Versuchsaufbau ergaben im Normalbetrieb einen statischen Überdruck von {\displaystyle p_{\text{g}}=1{,}8\;\mathrm {Pa} } mit einer Amplitude von {\displaystyle p_{\text{a}}=22{,}5\;\mathrm {Pa} } an den Druckbäuchen. Der Umkehreffekt konnte bei einem statischen Überdruck von {\displaystyle p_{\text{g}}=0{,}2\;\mathrm {Pa} } beobachtet werden.

## Geschichte
August Kundt, Doktorvater von Heinrich Rubens, zeigte 1866 mit Hilfe von Bärlappsporen und Korkstaub und dem nach ihm benannten Kundtschen Rohr, dass Schallwellen in einem Rohr stehende Wellen bilden können. Heinrich Rubens entwarf dann zusammen mit seinem Kollegen Krigar-Menzel das nach ihm benannten Rubenschen Flammenrohr, welches sie 1905 in einer Veröffentlichung vorstellten. Dieses bestand aus einem vier Meter langen Metallrohr mit 100 Löchern von zwei Millimeter Durchmesser.
Obwohl das Rubenssche Flammenrohr ein „effektvoller“ Demonstrationsversuch ist, wird zur Sichtbarmachung stehender Schallwellen in den Schulen häufiger das Kundtsche Rohr verwendet, um nicht mit brennbarem Gas hantieren zu müssen.